# Efluviu telogen
Efluviu telogen este o tulburare a scalpului caracterizată prin subțierea sau căderea părului rezultată din intrarea timpurie a părului în faza telogenă (faza de repaus a foliculului de păr).În această fază, firele de păr telogen încep să cadă într-un ritm crescut, unde, în mod normal, rata aproximativă a căderii părului (fără nici un efect asupra aspectului cuiva) este de 125 de fire de păr pe zi.